# Ісраель Золлі
Ісраéль Зóллі (італ. Israel Zolli; 27 вересня 1881, Броди, Галичина — 2 березня 1956, Рим) — релігійний діяч юдаїзму, потім — католицтва.

## Біографія
Народився в містечку Броди у сім'ї Золлер, представники котрої вже чотири століття ставали рабинами. Основну частину життя провів у Італії. У 1927—1938 рр. був професором древньоєврейської мови в Університеті Падуї. З 1939 р. — головний рабин Риму. У 1943 р. Рим був зайнятий німецькими військами. 27 вересня 1943 р. полковник Каппер, начальник німецької поліції Риму, під загрозою депортації наказав єврейській громаді у 24-годинний строк передати йому 50 кг золота. Увечері цього дня було зібрано лише 35 кг, що змусило Золлі звернутися за допомогою до Папи Пія XII. З допомогою Папи золото було зібрано, однак це не зупинило нацистську програму депортації. Рабин Золлі отримав притулок у Ватикані, де також зустрічався з Папою. У липні 1944 р. у римській синагозі відбулася урочиста церемонія, під час якої Золлі висловив свою вдячність Папі за допомогу, надану євреям під час переслідувань.
15 серпня 1944 р. звертаючись до ректора Папського Григоріанського Університету, єзуїта Паоло Децца, Золлі оголосив про своє рішення прийняти католицтво. 13 лютого 1945 р. Золлі охрестився у каплиці Санта Марія дельї Анджелі та прийняв ім'я Еудженіо Марія на честь Папи Пія XII (світське ім'я — Еудженіо Пачеллі). Охрещена разом з ним сім'я зазнала запеклих нападок. Сам Золлі та його спадкоємці підкреслювали, що зі своїм охрещенням вони не поривали з єврейським народом.
У 1949 р. Ісраель Еудженио Золлі був професором семітської писемності та древньоєврейської мови у Римському університеті. Він також є автором праць з біблійного екзеґезису, літургії, талмудичної літератури та історії єврейського народу, а також автобіографічних роздумів «Перед світанком» (Before the Dawn, 1954).